# Attilio Momigliano
Attilio Momigliano (Ceva, 7 marzo 1883 – Firenze, 2 aprile 1952) è stato un critico letterario italiano.
Attraverso i suoi saggi si può cogliere sempre un doppio interesse, sia per l'analisi psicologica e culturale, sia per quella della struttura poetica. Tra gli studi che più riflettono il suo metodo si ricordano quelli su Poliziano, su Parini, su Leopardi e su Manzoni. Il suo metodo di lavoro si distanziava singolarmente sia dallo schematismo teorico de La Critica di Benedetto Croce, sia all'opposto dal metodo erudito-filologico della Scuola Storica di Francesco De Sanctis.

## Biografia
Fu allievo di Arturo Graf e insegnò storia della letteratura italiana dapprima presso il Liceo classico Cavour e il Liceo Gioberti di Torino, poi all'Università di Catania, quindi a Pisa e infine a Firenze.
Accolse nel suo metodo critico i principi dell'estetica crociana, pur perseguendone uno personale volto a una forte, e al tempo stesso pacata, tensione morale.

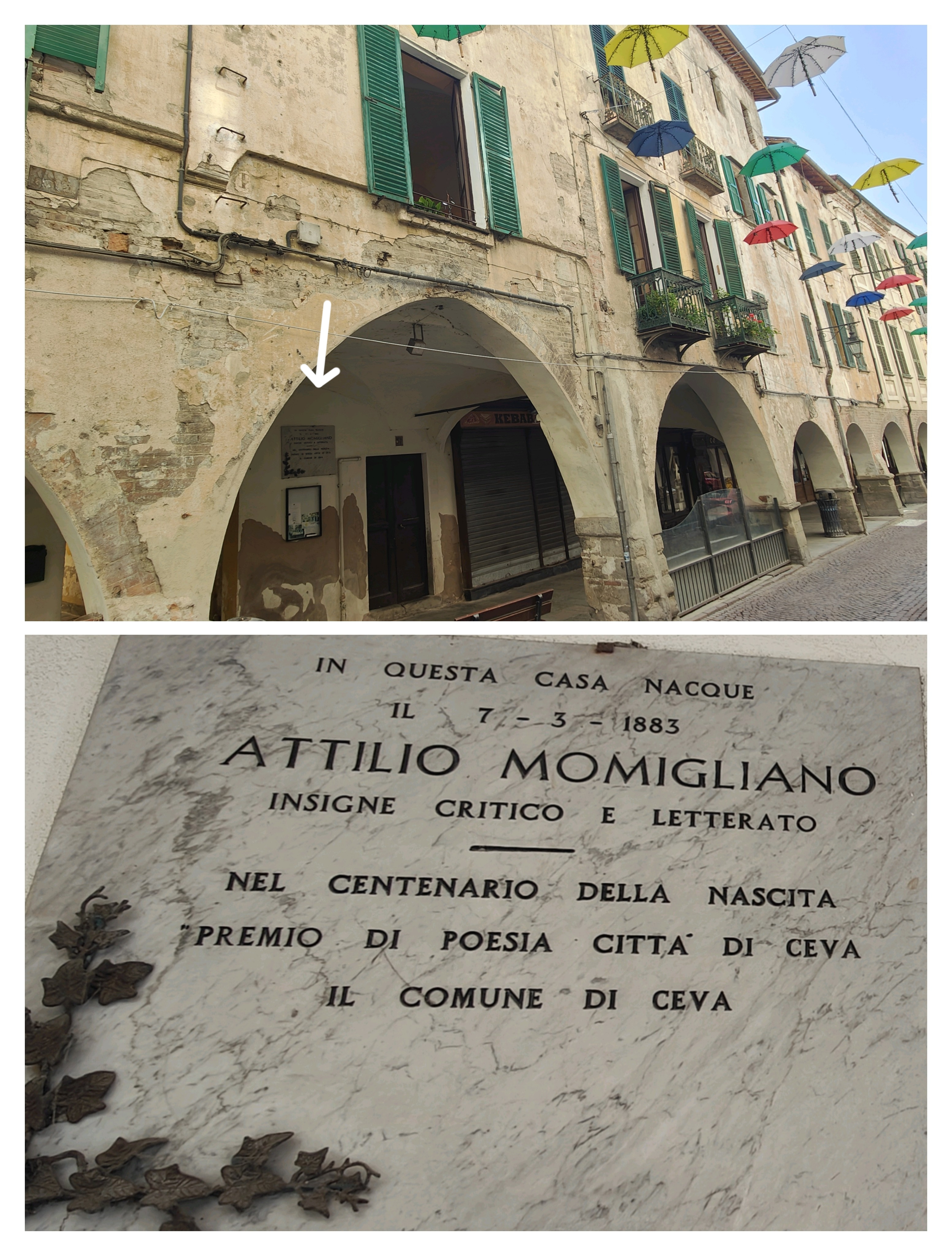
Casa natale di Momigliano al numero 37 di via Carlo Marenco a Ceva. La freccia indica la posizione della lapide posta dal Comune nel 1983

Il 10 aprile 1910 fu iniziato in Massoneria nella Loggia "Vittorio Alfieri" di Asti, presso la quale fu anche elevato ai gradi di Compagno d'arte e di Maestro nello stesso giorno della sua iniziazione.
Momigliano fu tra i firmatari nel 1925 del Manifesto degli intellettuali antifascisti, redatto da Benedetto Croce. Nel 1938, a seguito delle leggi razziali fasciste, venne espulso dall'Università di Firenze; gli subentrò Giuseppe De Robertis, dopo che Massimo Bontempelli aveva rifiutato di prenderne il posto.
Nel 1944 si salvò dalla persecuzione razziale trovando ospitalità presso l'ospedale di Sansepolcro, grazie all'aiuto offertogli dal direttore, Raffaello Alessandri, dal dottor Carlo Vigo, deceduto per lo scoppio di una mina tedesca il 3 Ottobre 1944, a cui Momigliano dedicò l'edizione scolastica commentata della Gerusalemme Liberata di Torquato Tasso (La Nuova Italia Editrice 1946) , dall'amico Gino Franceschini, da don Duilio Mengozzi, e dall'amico ed editore Giuseppe Paci di Città di Castello per la cui libreria editrice (libreria editrice Paci "La Tifernate" - G. Paci editore) scrisse la prefazione al volume Le avventure di Pinocchio. Da Sansepolcro, come afferma Amedeo Benedetti, «Momigliano e la moglie fuggirono il 18 agosto 1944, e solamente nell'aprile 1945 poterono rientrare a Firenze».
Tra i suoi lavori più significativi si ricordano quello su Carlo Porta, pubblicato nel 1910, e quello su Alessandro Manzoni, l'Introduzione ai poeti del 1946. Fu autore inoltre della Storia della letteratura italiana in tre volumi e di un commento alla Divina Commedia (1945-1947).

## Omaggi
- Gli è stata intitolata una via a Milano.
- Gli è stata intitolata una via a Pisa.
- Gli è stata dedicata una lapide sulla facciata dell'edificio dove, fino al 1976, ha avuto sede l'ospedale di Sansepolcro.
- Gli è stato intitolato l'Istituto Comprensivo Statale "A. Momigliano" a Ceva.

## Opere
- L'indole e il riso di Luigi Pulci, Rocca San Casciano, Licinio Cappelli, 1907.
- L'opera di Carlo Porta, Città di Castello, Lapi, 1909.
- Carlo Porta, Modena, Formiggini, 1910.
- L'Innominato, Genova, Formiggini, 1913.
- Alessandro Manzoni, Messina, Principato, 1915.
- Dagli "Sposi promessi" ai "Promessi sposi", Firenze, Perrella, 1921.
- Primi studi goldoniani, Firenze, Perrella, 1922.
- Giovanni Verga narratore, Palermo, G. Priulla, 1923.
- Impressioni di un lettore contemporaneo, Milano, Mondadori, 1928.
- Saggio sull'"Orlando furioso", Bari, Laterza, 1928.
- Storia della letteratura italiana, Messina, Principato, 1932.
- Studi di poesia, Bari, Laterza, 1938.
- Dante, Manzoni, Verga, Messina, Principato, 1944.
- Elzeviri, Firenze, Le Monnier, 1945.
- Cinque saggi, Firenze, Sansoni, 1945.
- Introduzione ai poeti, Roma, Tumminelli, 1946.
- Ultimi studi (postumo), Firenze, La Nuova Italia, 1954.
- Saggi goldoniani (postumo, a cura di Vittore Branca), Firenze, Leo S. Olshki, 1959.